# 希尔卡尼亚
希尔卡尼亚（希臘語： Hyrkania；古波斯语：𐎺𐎼𐎣𐎠𐎴 Varkâna；中古波斯语：𐭢𐭥𐭫𐭢𐭠𐭭 Gurgān；阿卡德語：Urqananu）是一个历史区域，由里海东南部的土地组成，在今天的伊朗。它南至厄尔布尔士山脉，东至克佩特山脉。
该地区曾是米底帝国的行省、阿契美尼德帝国的行省下属省，和后继的塞琉古帝国、安息帝国和萨珊帝国的行省。 希尔卡尼亚东邻帕提亚（后称阿巴沙赫，Abarshahr），北接大益，南接米底亚，西邻马底亚。萨珊王朝于公元651年灭亡后，希尔卡尼亚被称为塔巴里斯坦。

## 命名
希尔卡尼亚 Hyrcania（Ὑρκανία）是该地区的希腊语名称，取自大流士大帝贝希斯敦铭文中的古波斯语Verkâna（公元前522年）以及其他古波斯楔形文字的记录。Verkā在古伊朗语中意为“狼”（参见阿维斯陀语vəhrkō，Gilaki和马赞德兰语中的Verk，现代波斯语的Gorg和梵文  ）。另请参见座狼的英语Warg。因此，Hyrcania的意思是“狼之地”。 
“希尔卡尼亚”的范围被扩展到里海周边，并被薩里市（Zadracarta）的名字覆盖。萨里市是伊朗北部（马赞德兰省、戈勒斯坦省和吉兰省）最古老和最大的城市，也是古希尔卡尼亚的首都。 
另一个古老的名称是大益 Dahistān（不要与dehestan混淆，它是现代伊朗语中“区”或“县”的意思）。大益这个名称有时会与希尔卡尼亚互换使用。Dahistān严格意义上指“大益人（Dahae）之地 ”。大益人是自公元前5世纪住在希尔卡尼亚地区北方的一支民族，已经灭亡。 大益除了与希尔卡尼亚地理位置接近之外，它的命名学可能与“希尔卡尼亚”在词源上相似；例如，宗教历史学家大卫·戈登·怀特 （David Gordon White）重申了先前学者的观点，认为大益（Dahae）类似于原始印欧语的 *dhau “扼杀”，这显然也是“狼”的委婉说法。

## 历史

### 希腊化时期前
希尔卡尼亚于公元前600年成为米底帝国的一部分；据大马士革的尼古拉（Nicolaus Damascenus）称，该地区在最后一位米底国王阿斯提阿格斯时期被作为一个行省管理，国王当时还任命一个叫阿塔萨拉斯（Artasyras）的人为总督（Satrap）。 在米底帝国灭亡后，该地区自愿臣服于阿契美尼德帝国，并在公元前549-548年被居鲁士大帝占领；此后有一段时间，阿塔萨拉斯继续在居鲁士的统治下担任总督，直到他的职位被阿斯提阿格斯（末代米底国王）代替。根据克特西亚斯的说法，阿斯提阿格斯的孙子梅加倍内斯（Megabernes）也曾担任过希尔卡尼亚的总督。 很有可能，当居鲁士大帝在小亚细亚统治时，作为帝国屯军小亚细亚计划的一部分，希尔卡尼亚人在小亚细亚定居，并用他们的地名“希尔卡尼亚”命名了吕底亚中部赫姆斯山谷中的希尔卡尼亚平原。 在阿契美尼德帝国时期，希尔卡尼亚成为帕提亚行省的下辖省，帕提亚行省也被称为帕提亚-希尔卡尼亚省。 在当时，卡杜西亚可能已被当作希尔卡尼亚的一部分来管理。 在阿契美尼德时期，希尔卡尼亚建造了防御堡垒，以保护此地免受游牧民族入侵。 
大流士一世（Darius）于公元前522年9月战胜了祆教祭司、篡夺者高塔（Gaumata）之后，叛乱在整个帝国蔓延。  公元前522年12月，希尔卡尼亚爆发了支持米底领袖弗拉欧尔特斯（Phraotes）的起义 ；公元前521年3月，希尔卡尼亚叛军袭击了海斯塔斯珀斯（帕提亚总督、大流士一世之父），未能成功。 该年五月，弗拉欧尔特斯被击败了，希尔卡尼亚回到了阿契美尼德帝国治下。 大流士后来让一些希尔卡尼亚人定居在在吕底亚的希尔卡尼亚平原上的Dareionkome居留地。 赫姆斯河谷中的其他希尔卡尼亚人的定居点还包括奥莫塔（Ormoita）和提安诺拉（Tyanolla）。
据希罗多德记载，公元前480年，在梅加帕努斯（Megapanus）的指挥下，希尔卡尼亚裔的士兵参加了第二次希腊入侵波斯战争。 战争结束后，赫姆斯河谷和凯库斯河谷中驻扎了一支由希尔卡尼亚裔士兵组成的驻军。 在薛西斯一世领导下，希尔卡尼亚可能被划离了帕提亚行省来单独管理。 一些史料暗示，希尔卡尼亚后来被作为米底亚行省的一个下辖省来管理。  
根据克特西亚斯的说法， 阿尔塔薛西斯一世于约公元前425年任命其私生子奥库斯（Ochus）为希尔卡尼亚的总督。 奥库斯后来登基，即为大流士二世，他任命埃德内斯（Idernes）为总督。 爱德内斯死后，其子特里图克美斯（Terituchmes）继承了希尔卡尼亚的总督之职，并娶了大流士二世的女儿阿美斯翠斯（Amestris）。然而，特里图克美斯因为其准备谋杀阿美斯翠斯、反叛大流士二世、与其同父异母姐妹Roxana结婚，而被他地同谋乌迪亚斯特斯（Udiastes）谋杀。 
公元前334年亚历山大大帝入侵阿契美尼德王朝的时候，希尔卡尼亚已经重新被划给帕提亚，作为一个下辖省管理。 公元前331年，希尔卡尼亚士兵在高加米拉战役中被提及。公元前330年，大流士三世死后，许多波斯贵族都逃往希尔卡尼亚。 公元前330年，亚历山大到达希尔卡尼亚，在那里他接受了弗拉塔弗内斯（Phrataphernes，希尔卡尼亚和安息总督）以及波斯禁衛軍統帥纳巴尔赞斯的投降。 同年晚些时候，亚历山大占领了希尔卡尼亚首都扎德拉卡塔（此后被命名为锡林克斯Syrinx），并接受了其他总督和贵族的投降。 在希尔卡尼亚期间，亚历山大任命他的将军阿米那佩斯（Amminapes）为希尔卡尼亚和帕提亚的总督，但不久之后，马尔蒂亚（Mardia）和塔普里亚（Tapuria）的总督奥托弗拉达特斯（Autophradates）又接替他成为希尔卡尼亚的总督。公元前328年，奥托弗拉达特斯反叛亚历山大，弗拉塔弗内斯被复原为帕提亚总督，并被派去平息叛乱。 公元前324年，亚历山大在帕萨尔加德（Pasargadae）击败并处决了奥托弗拉达特斯，弗拉塔弗内斯被授予希尔卡尼亚、塔普里亚和马尔蒂亚的总督职位。

### 希腊化时期
亚历山大大帝在公元前323年去世后，他的帝国在巴比伦分封协议中被继业者们瓜分，协议确认了费拉塔弗勒斯控制希尔卡尼亚和帕提亚地区。 公元前321年的特里帕拉迪苏斯分封协议将帕提亚和希尔卡尼亚授予了腓力。 可腓力在公元前318年被米底总督培松杀害，培松又任命他的兄弟悠得姆斯（Eudemus）为当地总督。 悠得姆斯在公元前317年被印度总督培松（此培松不同于上文培松）从帕提亚和希尔卡尼亚赶出；印度总督培松后来在公元前315年又被安提柯一世击败，从而使安提柯一世控制了他帝国的亚洲领土。 公元前315年，安提柯一世任命尼卡诺尔担任帕提亚-希尔卡尼亚（也被称为上行省）的总督。尼卡诺尔终身任职，直到他在公元前310年对抗塞琉古的巴比伦战争中战死。于是，塞琉古征服了安提柯王朝的东部领土，建立了塞琉古帝国。
塞留古之子安条克一世在公元前266年之前某日任命安德拉戈拉斯为帕提亚和希尔卡尼亚的总督，但在公元前约245年，安德拉戈拉斯反叛了了继任的皇帝安条克二世。 安德拉戈拉斯可能在任内建立了大益斯坦（Dehestān）这座城市。 公元前238年安德拉戈拉斯在帕尔尼亚（Parhia）征服帕提亚（Parthia）期间被杀。帕尔尼亚的领袖阿尔沙克一世（Arsaces）公元前235年又征服了希尔卡尼亚，让其成为安息帝国（Arsacid Empire）的一部分。 塞琉古二世试图在公元前231年重新确立塞琉古帝国对希尔卡尼亚和帕提亚的控制，但由于他被迫返回小亚细亚以平息动乱而未能成功。 
公元前209年，安条克三世侵略了希尔卡尼亚，并夺取了坦布拉克斯（Tambrax）和锡林克斯（Syrinx）。于是，阿尔沙克二世虽然保留了他对希尔卡尼亚和帕提亚的统治，但他成了塞琉古帝国的附庸。  在对锡林克斯城的围攻中，当城墙被攻破时，守军屠杀了当地的希腊居民，并试图逃跑。
安条克三世在公元前190年的马格尼西亚战役中被罗马人击败之后，阿尔沙克二世可能在公元前189年再次独立。 但在公元前2世纪后期的安条克四世统治时期，希尔卡尼亚仍是塞琉古帝国的一部分。 公元前148年米特里达梯一世征服了米底亚后，希尔卡尼亚人发动了一次不成功的起义，被米特里达梯镇压。 此后，希尔卡尼亚有了皇家行宫，米特里达梯公元前141年在那里退位。 
公元前139年，德米特里二世（Demetrius II）侵略安息帝国，但被击败；其本人被俘虏。随后，他被送往希尔卡尼亚的亲王王宫，并与米特里达梯的女儿罗多古娜结婚。  
公元前129年，塞迦族入侵了希尔卡尼亚和其他安息帝国东部的行省，并连续杀害了两个安息国王。 公元前124年，米特里达梯二世登基后，他收回了希尔卡尼亚，在当地重建了安息帝国的控制权。 

### 希腊化时期后
来自安息王朝旁支的阿尔达班于公元10年对罗马支持的伏农一世起兵，成功篡夺了王位，成为阿尔达班三世。 罗马对安息帝国的干涉导致梯里达底三世于公元36年篡位，将阿尔达班三世短暂地流放到希尔卡尼亚。 在他流亡于希尔卡尼亚期间，阿尔达班三世收养了希尔卡尼亚总督阿尔达万（Ardawan）之子哥达则斯（Gotarzes）。 阿尔达班三世后来夺回王位，他的儿子瓦达内什一世（Vardanes I）在公元38继承。然而，哥达则斯试图篡夺王位未成，被迫流亡于大益人中。 哥达则斯在公元46年在希尔卡尼亚人和大益人的支持下入侵希尔卡尼亚，以此准备称王。但是，哥达则斯在贵族中发现了一个阴谋——他们要将哥达则斯和瓦达内什一世都赶走，再立一王。两兄弟随即言和。  哥达则斯同意不再要求王位，从而被任命为Hyrcania的总督，但他在许多贵族的支持下，再次起义，并试图再次争夺王位。 不幸，哥达则斯在希尔卡尼亚被击败，并再次被流放到大益人中，直到公元47年瓦达内什一世驾崩，他成为哥达则斯二世。 
安息帝国（又作帕提亚帝国）在希尔卡尼亚修建了戈尔干长城，它是一系列与希尔卡尼亚平原相邻的要塞和哨所，用以防御邻近的大益人对希尔卡尼亚的突袭。  在公元58-63年的罗马-帕提亚战争开始时，希尔卡尼亚发生了叛乱，叛乱分子向尼禄皇帝派出了使节请求援助。 该地区的叛乱一直持续到公元60年，直到弗洛加西斯一世匆忙与叛乱者缔和，以便应对罗马人的威胁。 但是，和约没有被维持下去。希尔卡尼亚人发动了另一次叛乱，一直持续至公元75年。 公元75年，希尔卡尼亚叛军与游牧民族奄蔡结盟，准许他们安全地通过希尔卡尼亚进入米底亚，去掠夺米底亚和亚美尼亚。 在安东尼乌斯·庇乌斯皇帝统治的时期（138-161年），希尔卡尼亚成为了一个独立国家，从此不被视为安息帝国的一部分。 公元2世纪的汉书称希尔卡尼亚为黎干。 
公元225年，萨珊王朝的阿尔达希尔一世吞并希尔卡尼亚，此后，省府被移动到戈尔甘，希尔卡尼亚省也以这城市为名。  伊朗七大家族之一的阿斯帕巴巴德家族主要在该地区拥有土地。公元420年，伊嗣俟一世住在希尔卡尼亚时被贵族暗杀，该贵族声称他被一匹白马杀死，白马从溪流中消失并消失。 贵族传播的神话使人们相信这匹白马是阿胡拉·马兹达派来的天使，要结束伊嗣俟一世的暴政。 
早在伊嗣俟二世时，戈尔甘就有过造币厂。  
亚美尼亚副总督瓦汉·阿玛图尼（Vahan Amatuni）领导的一次叛乱未果，导致他和阿玛图尼（Amatuni）家族的其他成员于公元451年流亡于希尔卡尼亚。 领导反抗伊嗣俟二世叛乱的神父和其他贵族也被驱逐到希尔卡尼亚，直到他们于公元453年被转移到阿巴沙赫的内沙布尔城。
在佩罗兹一世统治期间，嚈哒人入侵了希尔卡尼亚，并在公元465-469年驻扎在戈尔甘。卑路斯一世和他的儿子喀瓦德一世回击嚈哒人失败败，在戈尔甘附近被俘。
公元591年，篡夺者巴赫拉姆六世向东迁移到阿巴沙赫时，希尔卡尼亚由七大家族中的卡倫家族（House of Karen）统治。 同年，霍斯劳二世击败巴赫拉姆六世后，其任命維斯塔姆为希尔卡尼亚的总督（marzban），作为在叛乱期间支持霍斯劳的奖励。然而，霍斯劳並不信任維斯塔姆，他试图将维斯塔姆诱入王廷来处决他。維斯塔姆得知了霍斯罗的意图，发动了起义，征服了萨珊帝国许多东部的省份，直到他在公元596年与萨姆巴的战斗中阵亡。 萨姆巴得到了奖励，被任命为希尔卡尼亚的总督，一直担任公元602年。在此期间，该地区繁荣了起来。 

## 宗教
希尔卡尼亚，以及上古时期的伊朗其他地区，多信琐罗亚斯德教。 在这地区，也有基督教和犹太教： 
巴尔·沙巴·（Bar Shabba），公元4世纪的梅尔夫主教，被认为建立了希尔卡尼亚的修道院。东方教会（聂斯托里派）的古尔甘教区始建于公元424年。
根据保卢斯·奥罗休斯（Paulus Orosius）的说法，公元前343年，在镇压腓尼基起义和征服埃及之后， 阿尔达薛西斯三世将腓尼基人和在埃及的犹太人驱逐到赫尔卡尼亚作为惩罚。  一些希尔卡尼亚的犹太人返回了巴勒斯坦，但直到公元4世纪，他们仍存在于该地区。 

## 文学上的引用
拉丁文学中经常提到希尔卡尼亚与老虎的关系。显然，在古典时期， 老虎在该地特别丰富（尽管该地区的老虎自1970年代初就已灭绝）。   维吉尔在埃涅阿斯纪中写道，被遗弃的狄多指控埃涅阿斯： 

Nec tibi diva parens generis nec Dardanus auctor,
    perfide, sed duris genuit te cautibus horrens
    Caucasus Hyrcanaeque admorunt ubera tigres. (IV.365-7)

 “你的母亲根本不是女神，你这不忠之人的祖先也不是达耳达诺斯；可怕的高加索山把你从坚硬的岩壁中生出来，而希尔卡尼亚的老虎养育了你。” 
七世纪初，塞维利亚的圣依西多禄（Isidore of Seville）在《词源》（Etymologiae，中世纪的标准教科书）的地理列表中列出了希尔卡尼亚这个名称。从此，希尔卡尼亚的名字广为人知，甚至传到了爱尔兰。在爱尔兰，卢克雷斯·莫库·启亚拉（Luccreth mocha Ciara，公元665年）的《Cú-cen-máthair》、以及《Auraicept nan-Éces》、《LeborGabálaÉrenn》（11世纪）等诗中都包含了该名称。 
塞万提斯于1613年发表的经典作短篇小说《Rinconete y Cortadillo》中提到了希尔卡尼亚。他描写莫尼波迪奥（Monipodio）行会成员朱莉安娜·拉·卡里哈塔（Juliana la Cariharta）的文盲时，引用了这个地名。朱丽安娜打算提及西班牙托莱多的一个城镇奥卡尼亚（Ocãna）；但她之前听错了，没有意识到两个地名的区别。 
莎士比亚，依靠着他引用的拉丁文文献，在其戏剧中反复提及“希尔卡尼亚的老虎（Hyrcan tiger）”（麦克白，III.iv.1281）或“希尔卡尼亚之兽（th'Hyrcanian beast）”（哈姆雷特，II.ii.447），它们都是嗜血、残酷的象征。 在《亨利六世》第三部分中，约克公爵也将玛格丽特王后的不人道比作“希尔卡尼亚的老虎（Tygers of Hyrcania）”（I.iv.622）。  甚至莎士比亚的《威尼斯商人》中的摩洛哥亲王也提到过希尔卡尼亚。他说：“希尔卡尼亚沙漠和阿拉伯广阔的荒野/如今已成为通途。” 
沃尔特·司各特爵士在撒克逊英雄传第三十五章的题词中将“希尔卡尼亚沙漠之虎（the tigers of the Hyrcanian deserts）”称为“比沉睡的狂热之火更低的危险”。（司各特称，这一段题词由一位匿名作者撰写）。
漫画女主角桑妮亚（Red Sonja）被设定为来自希尔卡尼亚。这里的希尔卡尼亚是一个虚构的地方，与一片内陆海接壤，大致基于真实的希尔卡尼亚，但被设定在罗伯特·霍华德（Robert E. Howard）虚构的休伯利安时代。霍华德的角色蛮王柯南在这虚构的希尔卡尼亚中也有各种各样的冒险经历，包括在内陆海上当海盗。 

## 总督的列表
尽管下面的列表不完整，但是他们是已知的希尔卡尼亚的总督。 
- 阿尔塔希拉斯（Artasyras）
- 阿斯提阿格斯
- 梅加倍内斯（Megabernes）
- 奥库斯（约公元前425-423年）
- 埃德内斯（Idernes，423 BC-？ ）
- 特里图克美斯（Terituchmes）
- 弗拉塔弗内斯 （Phrataphernes，？-330 BC）
- 阿米那佩斯（Amminapes，公元前330年）
- 奥托弗拉达特斯（Autophradates，330-324 BC）
- 弗拉塔弗内斯（再任，324-321 BC）
- 腓力（公元前321-318年）
- 悠得姆斯（Eudemus，公元前318-317年）
- 尼卡诺尔（315-310 BC）
- 安德拉戈拉斯（？-238 BC）
- 阿尔达班三世（？-10 AD）
- 阿尔达万（Ardawan）
- 哥达则斯二世（Gortarzes，公元46-47）
- 威斯塔姆（Vistahm，公元591- 596年）
- 什巴·巴格拉突尼（Smbat Bagratuni，公元596-602）

### 引用
1. ↑  Woodhouse (1910), p. 1013
2. 1 2 3  Lendering (1996)
3. ↑  Sherwin-White & Kuhrt (1993), p. 81
4. ↑  François de Blois & Willem Vogelsang, 2011, "Dahae", Encyclopedia Iranica （页面存档备份，存于） (23 May 2015).
5. ↑  David Gordon White, 1991, Myths of the Dog-Man, Chicago, University of Chicago Press, pp. 27, 239.
6. ↑  Jacobs (2006)
7. ↑  Dandamayev (1993), pp. 516-521
8. ↑  Dandamayev (1986), p. 652
9. 1 2  Ramsay (1890), p. 124
10. ↑  Schmitt (1990), p. 612
11. ↑  Lendering (2005)
12. ↑  Rawlinson (1867)
13. ↑  Lendering (2000)
14. ↑  Ramsay (1890), p. 125
15. 1 2 3 4 5 6 7  Bivar (2002), pp. 151-153
16. 1 2  Frye (1983), p. 112
17. ↑  Brunner (2004)
18. ↑  Walbank (2015)
19. ↑  Lendering (2004)
20. ↑  Dandamayev (1987), p. 29
21. 1 2  Badian (2015)
22. ↑  Lendering (1999)
23. ↑  Lendering (2002)
24. ↑  Frye (1985), p. 26
25. ↑  Frye (1983), p. 208
26. ↑  Schippmann (1986), pp. 525-536
27. ↑  Debevoise (1938), p. 18
28. ↑  Boyce & Grenet (1991), p. 30
29. ↑  Frye (1963), p. 173
30. ↑  Strootman (2015)
31. 1 2 3  Rawlinson (1873)
32. ↑  Yarshater (1983), p. 54
33. ↑  Yarshater (1983), p. 55
34. ↑  Frye (1983), p. 237
35. ↑  Verstandig (2008), pp. 251-252
36. ↑  Nasrollahzadeh (2011), pp. 157-175
37. ↑  Boyce et al. (2001), pp. 31-39
38. ↑  Jakubiak (2008)
39. ↑  Frye (1983), p. 283
40. ↑  Tacitus, Annals XV.2
41. ↑  Frye (1983), p. 243
42. ↑  Pulleyblank (1991); Anthony François Paulus Hulsewé (ed.), China in Central Asia: The Early Stage: 125 BC - AD 23, an annotated translation of Chapters 61 and 96 of the History of the Former Han Dynasty, with an introduction by M.A.N.Loewe. Volume 14 of Sinica Leidensia, Leiden, Brill Archive, 1979, p.118.
43. ↑  Kiani (2002), pp. 148-151
44. ↑  Pourshariati (2008), p. 49
45. ↑  Pourshariati (2008), pp. 66-67
46. ↑  Shahbazi (2003)
47. ↑  Toumanoff (1989), pp. 928-929
48. ↑  Perry et al. (1994), pp. 297-312
49. ↑  Schippmann (1999), pp. 631-632
50. ↑  Pourshariati (2008), p. 112
51. ↑  Shahbazi (1989), pp. 180-182
52. ↑  Toumanoff (1988), pp. 419-422
53. ↑  Garsoian (2005)
54. ↑  Choksy (2015)
55. ↑  Sims-Williams (1988), p. 823
56. ↑  Chabot, 285
57. ↑  Bruce (1990), p. 117
58. ↑  Sarshar (2014), p. 15
59. ↑  Humphreys, P., Kahrom, E. (1999). Lion and Gazelle: The Mammals and Birds of Iran （页面存档备份，存于）. Images Publishing, Avon.
60. ↑  Firouz, E. . I. B. Tauris. 2005: 5–67  [2019-11-14]. ISBN 978-1-85043-946-2. （原始内容存档于2024-05-05）.
61. ↑  Shakespeare 1.4.622
62. ↑  1771-1832., Scott, Walter,.  Modern Library. New York: Modern Library. 1997: 388. ISBN 0679602631. OCLC 35919304.